# Cómo entrenar a tu dragón 3
Cómo Entrenar a tu Dragón 3 (conocida en su versión original como How To Train Your Dragon: The Hidden World; traducido como "Cómo Entrenar a tu Dragón: El Mundo Oculto") es una película perteneciente al género de animación 3D por computadora, de aventura y fantasía, estrenada en 2019, producida por la empresa DreamWorks Animation, basada libremente en la serie de libros del mismo nombre de Cressida Cowell. Es la continuación de la película animada por computadora de 2010 Como Entrenar a tu Dragón y secuela de 2014, Como Entrenar a tu Dragón 2. Es la última entrega de la franquicia Como Entrenar a tu Dragón.
La película está escrita y dirigida por Dean DeBlois y cuenta con las voces de Jay Baruchel, Cate Blanchett, Gerard Butler, Craig Ferguson, America Ferrera, Jonah Hill, Christopher Mintz-Plasse, Justin Rupple, Kristen Wiig, Kit Harington y F. Murray Abraham. Esta es la primera cinta de DreamWorks Animation distribuida por Universal Pictures, cuya empresa matriz, NBCUniversal, adquirió DreamWorks Animation en 2016, luego de la conclusión de su acuerdo con 20th Century Fox.
Como entrenar a tu dragón 3 fue estrenada en Estados Unidos el 22 de febrero de 2019.

## Sinopsis
A medida que Hipo cumple su sueño de crear una pacífica utopía de dragones y vikingos, su relación con Toothless ("Desdentao" en España; "Chimuelo" en Hispanoamérica) se vuelve distante cuándo este descubre a una compañera evasiva e indomable. En la isla de Berk, se ve puesto a prueba el liderazgo de Hipo como jefe de la tribu, y tanto dragón como jinete deberán tomar decisiones imposibles para poder salvar a los de su clase.

## Argumento
Un año después de los eventos de la película anterior, Hipo, Toothless y los jinetes de dragones continúan rescatando a los dragones capturados para llevarlos a la isla de Berk (Mema en España). Sus esfuerzos han hecho que la isla esté sobrepoblada de dragones. En respuesta al sobre poblamiento, Hipo desea encontrar el "Mundo Oculto", un refugio seguro para los dragones del que su padre le contaba historias cuando era niño. Mientras tanto, se hace entrega de una dragona de la raza albina de los Furia Nocturna, capturada por los caudillos, al infame cazador de dragones Grimmel El Grimoso, el responsable de la desaparición de los Furia Nocturna quien planea para usar a la dragona como cebo para atrapar a Toothless, y aprovecharse de su estado Alfa para capturar al resto de los dragones.
Más tarde al anochecer, Toothless descubre a la Furia Nocturna albina (apodada como "Furia Luminosa" en Hispanoamérica; "Furia Diurna" en España por Astrid) en el bosque y los dos se atraen entre sí, hasta que la dragona siente la presencia de Hipo, los ataca y sale volando "desapareciendo en el cielo". Al día siguiente, Brutacio (Chusco en España) se lleva a Hipo a una charla sobre su compromiso con Astrid, y descubren las trampas que Grimmel colocó en el área. Grimmel visita a Hipo esa noche, pero él ya consciente de su presencia, preparó una emboscada para capturarlo; Grimmel se escapa, quemando la casa de Hipo y parte de Berk en el proceso. En respuesta a lo sucedido, Hipo reúne a los ciudadanos y dragones en el gran salón y plantea la idea de dejar la isla en una búsqueda para encontrar El Mundo Oculto y asegurarse de una vez por todas el resguardo de la tribu de los cazadores de dragones.
A medio camino, los berkianos descubren una isla en la que inicialmente planean descansar por un corto tiempo, pero pronto comienzan a establecerse allí, aunque solo sea temporalmente. Hipo al ver como la incapacidad de Toothless de volar por su propia cuenta dificulta su creciente relación con la Furia Luminosa, decide reconstruir la vieja cola automática del corto "El regalo del Furia Nocturna" para él, con la diferencia de que ahora Toothless tiene una razón para usarla, además de que es a prueba de fuego.
Al recibir su nueva cola, Toothless sale volando, y se encuentra con la Furia Luminosa por su propia cuenta, y ésta le enseña como camuflarse para desaparecer en el cielo; Toothless intentando impresionarla carga al máximo su poder de fuego, provocando que los rayos sean atraídos hacia él; pronto la Furia Luminosa se va volando a un lugar desconocido y Toothless decide seguirla. 
Mientras tanto, Valka sale volando en Brincanubes (Asaltanubes en España) en una patrulla de exploración, y descubre que el ejército de Grimmel los ha estado siguiendo y que se aproximan rápidamente, regresa para advertirle a Hipo. Una vez enterado de esto, Hipo y los demás jinetes de dragones se dirigen a capturar a Grimmel; sin embargo, caen en su trampa y apenas logran escapar del lugar, pero Brutilda (Brusca en España) termina siendo capturada. Esta última se las ingenia para irritar a Grimmel hasta que la deja ir, solo para seguirla en secreto y descubrir la nueva ubicación de los berkianos.
Hipo y Astrid, salen a buscar a Toothless y se encuentran con la entrada del Mundo Oculto, una enorme catarata en medio del mar que conduce a un mundo subterráneo, una vez allí adentro, ven a Toothless y a la Furia Luminosa liderando a los demás dragones, con Toothless estando ahora comprometido con la Furia Luminosa, pero los dos son descubiertos por un dragón salvaje que los ataca, Toothless rescata a Hipo y Astrid y los devuelve a Berk, Hipo empieza a recordar una charla que tuvo con su padre cuando era niño, en donde este le dice que "el mayor regalo que alguien puede dar es el amor", luego de recapacitar su idea, Hipo se da cuenta de que los vikingos serían intrusos y que nunca estarían seguros en el Mundo Oculto. De repente, aparece Grimmel y captura a Toothless y a la Furia Luminosa, la cual los había seguido. El estado Alfa de Toothless le permite a Grimmel capturar al resto de los dragones de Berk amenazando con matar a la Furia Luminosa si algún dragón o jinete intenta detenerlo.
Hipo destrozado por la pérdida de su amigo y de los dragones, empieza a lamentarse, pero gracias al aliento de Astrid, Hipo sale con los jinetes de dragones para detener a Grimmel y su ejército. Planeando en sus trajes con alas, logran llegar hasta la flota de barcos, atacando al ejército de Grimmel con la guardia baja, iniciando una batalla. 
Hipo logra liberar a Toothless, mientras que Grimmel droga a la Furia Luminosa y la obliga a obedecerlo. Hipo y Toothless los persiguen, pero son atacados por los Garras Mortales hipnotizados de Grimmel. Desesperado, Toothless decide cargar al máximo su poder de fuego atrayendo los rayos, y electrocutando a los dragones, a excepción de él y su jinete. Hipo salta y derriba a Grimmel, pero éste logra sedar a Toothless en pleno vuelo, provocando que caiga en picado e incapaz de poder volar, Hipo se da cuenta de que no puede rescatar a su amigo el solo, por lo que libera a la Furia Luminosa y le implora que lo salve. Hipo, dispuesto a sacrificarse para salvar a su dragón se suelta de la Furia Luminosa, cayendo al vacío junto a Grimmel, este le responde que su plan los va a matar a los dos. Sin embargo, Hipo se percata de que la Furia Luminosa regresó para salvarlo, y se libera de su prótesis de la pierna, haciendo que Grimmel caiga e impacte en el agua y muera ahogado. 
De vuelta en la isla, tanto Toothless como Hipo se dan cuenta de que los dragones nunca estarán a salvo en el mundo humano. Con mucha tristeza, Hipo se despide entre lágrimas de su dragón, mientras todos los berkianos liberan a sus dragones para que vivan libres en el Mundo Oculto. Toothless y la Furia Luminosa salen volando, dirigiendo a los dragones hacia su nuevo hogar. Unos meses después, Hipo y Astrid se casan en la isla en la que se han asentado los berkianos. 
Casi 10 años después, Toothless y la Furia Luminosa se han apareado y han dado a luz a tres crías de dragones híbridos. Hipo y Astrid, junto a sus dos hijos navegan a través del mar para visitarlos al borde del Mundo Oculto. Después de que Hipo le presenta a sus hijos, a su viejo amigo Toothless, y mostrarles como acercarse a un dragón. La pareja salen volando una última vez con sus dragones, llevando a sus hijos a un paseo aéreo, acompañados por la Furia Luminosa y sus tres crías, mientras Hipo narra: "Había dragones cuando yo era niño... Dragones muy, muy grandes que anidaban en los acantilados como gigantescas y aterradoras aves... Había pequeños dragones color café que cazaban ratas y ratones en manadas bien organizadas... ¡Dragones de mar descomunales que medían veinte, treinta veces más grandes que una ballena azul!... Algunos dicen que regresaron al mar sin dejar ni un hueso o colmillo para que los hombres los recordaran, otros dicen que desde un principio eran solo historias, pues no sé, pero yo estoy bien con eso... Cuenta la leyenda, que cuando el suelo tiembla o la tierra escupe lava son los dragones, haciéndonos saber que siguen aquí, esperando a que aprendamos a convivir con ellos.... Si, el mundo creé que los dragones se han ido, si es que alguna vez existieron, pero los berkianos sabemos la verdad, y guardaremos este secreto hasta que llegue el momento en el que los dragones puedan regresar en paz."
Durante los créditos se nos muestra imágenes de las dos películas anteriores.

## Reparto
- Jay Baruchel como Hipo Horrendo Abadejo III, hijo de Estoico el Vasto y Valka, jefe de la isla de Berk y de la tribu de los Hooligans Peludos. Se convierte en el esposo de Astrid y padre de sus dos hijos al final de la película. Su voz en España es de Álvaro De Juan, mientras que su voz en Hispanoamérica es de Eleazar Gómez.[8]

- Cate Blanchett como Valka, esposa de Estoico y madre de Hipo. Su voz en España es de Ana García Olivares, mientras que su voz en Hispanoamérica es de Rebeca Patiño.[8]

- Craig Ferguson como Bocón el Rudo, el mejor amigo de Estoico, herrero del pueblo y un guerrero experimentado. Su voz en España es de Julio Lorenzo, mientras que su voz en Hispanoamérica es de Héctor Lee.[9]

- America Ferrera como Astrid Hofferson, la prometida de Hipo, y su esposa y madre de sus dos hijos al final de la película. Su voz en España es de Laura Pastor, mientras que su voz en Hispanoamérica es de Leyla Rangel.[8]

- Gerard Butler como  Estoico el Vasto, el difunto esposo de Valka, padre de Hipo y el anterior jefe de la isla de Berk y de la tribu de los Hooligans Peludos. Su voz en España es de José Luis Ángulo, mientras que su voz en Hispanoamérica es de Idzi Dutkiewicz. Hace sus apariciones en analepsis.[9]

- Christopher Mintz-Plasse como Patapez Ingerman. Su voz en España es de Germán Mozo, mientras que su voz en Hispanoamérica es de Ricardo Bautista.[9]

- Jonah Hill como Patán Mocoso Jorgenson. Su voz en España es de Adrián Viador y su voz en Hispanoamérica es de Héctor Emmanuel Gómez.[9]

- Justin Rupple y Kristen Wiig como los gemelos fraternos Brutacio y Brutilda Torton en Hispanoamérica y Chusco y Brusca en España. Sus voces en España son las de Raúl Rojo y Andrea Rius, mientras que sus voces en Hispanoamérica son las de Carlo Vázquez y Karla Falcón.[9]

- Kit Harington como Eret, un antiguo cazador de dragones redimido, y ahora un nuevo jinete de dragón. Su voz en España es de Eduardo Bosch, mientras que su voz en Hispanoamérica es de Gabriel Basurto.[10]

- F. Murray Abraham como Grimmel el Grizly o Grimmel El Grimoso, el antagonista principal de la película y el responsable de la desaparición y casi extinción de los "Furia Nocturna". Su voz en España es la del cantautor Melendi, mientras que su voz en Hispanoamérica es de Ricardo Tejedo.[10]

## Producción
En diciembre de 2010, el CEO de DreamWorks, Jeffrey Katzenberg, confirmó que también habría una tercera película de la serie: "Como Entrenar a tu Dragón es por lo menos de tres partes: tal vez más, pero sabemos que hay al menos tres capítulos en esta historia", aseguró en su momento. Dean DeBlois, el escritor y director de la segunda y la tercera película, dijo que Como Entrenar a tu Dragón 2 estaba diseñada intencionalmente como el segundo acto de una trilogía, y aseguró: "Hay ciertos personajes y situaciones que entran en juego en la segunda película que serán mucho más cruciales para la historia de la tercera". DeBlois dijo más tarde en una entrevista que la tercera parte se lanzaría en 2016. Aunque la serie ha tomado un camino diferente al contar una historia de Hipo y los Vikingos, Cressida Cowell ha revelado que la trilogía y la serie de libros tendrán finales similares (con "una explicación de por qué los dragones ya no existen").
La película fue producida por Bonnie Arnold y producida por Dean DeBlois y Chris Sanders. Jay Baruchel, Craig Ferguson, America Ferrera, Jonah Hill, Christopher Mintz-Plasse, T. J. Miller y Kristen Wiig regresaron a la tercera película para prestar sus voces, como ya lo habían hecho en las dos cintas anteriores. Cate Blanchett también repitió su papel como Valka de la segunda película. El 14 de noviembre de 2017, se anunció que Kit Harington repetiría su papel como Eret y que F. Murray Abraham se había unido al elenco para interpretar el rol del villano principal de la cinta. En las primeras etapas de producción, DeBlois declaró que Djimon Hounsou también regresaría como Drago Manodura, aunque luego su personaje fue descartado de la cinta.

## Estreno
En septiembre de 2012, 20th Century Fox, en ese momento socio distribuidor del estudio, y DreamWorks Animation anunciaron la fecha de lanzamiento de la película para el 18 de marzo de 2016, que más tarde se cambió al 17 de junio de 2016. En septiembre de 2014, la fecha de lanzamiento de la película se retrasó al 9 de junio de 2017. DeBlois explicó el cambio de fecha de lanzamiento diciendo: "Es solo que estas películas tardan tres años. Creo que fue un poco ambicioso decir que se estrenaría en 2016. Como suele ser el caso, lanzan dardos al futuro y donde aterricen llaman a eso una fecha de lanzamiento hasta que comenzamos a hablar de ello en términos prácticos, y luego es como 'Uh, sí, eso no es suficiente tiempo'. Así que sabiendo que tardan tres años a partir de este momento, desde delinear y escribir el guion hasta finalmente producir la cinta, es solo un proceso de creación de modelos y pruebas y animación, creación de guiones gráficos, y todo esto suma unos tres años".
En enero de 2015, la fecha de lanzamiento se retrasó hasta el 29 de junio de 2018, luego de una reestructuración corporativa, despidos masivos y de maximizar el "talento y recursos creativos de la compañía, reducir costos e impulsar la rentabilidad". El 19 de junio de 2016, la fecha de lanzamiento se adelantó al 18 de mayo de 2018, haciéndose cargo de la fecha de lanzamiento de la Warner en su Grupo de Animación, junto con la también secuela de La Gran Aventura LEGO. El 5 de diciembre de 2016, la fecha de lanzamiento se retrasó nuevamente hasta el 22 de febrero de 2019.

## Recepción
How to Train Your Dragon: The Hidden World recibió reseñas positivas de parte de la crítica y de la audiencia. En el sitio web especializado Rotten Tomatoes, la película posee una aprobación de 91%, basada en 208 reseñas, con una calificación de 7.21/10, mientras que de parte de la audiencia tiene una aprobación de 89%, basada en 51 081 votos, con una calificación de 4.4/5.
El sitio web Metacritic le dio a la película una puntuación de 71 de 100, basada en 38 reseñas, indicando "reseñas generalmente favorables". Las audiencias encuestadas por CinemaScore le otorgaron a la película una "A" en una escala de A+ a F, mientras que en el sitio IMDb los usuarios le asignaron una calificación de 7.9/10, sobre la base de 21 082 votos. En la página web FilmAffinity la cinta tiene una calificación de 6.6/10, basada en 9249 votos.

## Premios y nominaciones
| Categoría              | Resultado | Ref    |
| ---------------------- | --------- | ------ |
| Mejor película animada | Nominada  | [ 28 ] |

Premios Óscar
| Categoría              | Resultado | Ref    |
| ---------------------- | --------- | ------ |
| Mejor película animada | Nominada  | [ 28 ] |